# Football League First Division
First Division była jedną z lig The Football League w latach 1888–2004 i najwyższym poziomem ligowym w Anglii do czasu powstania Premier League w 1992 roku. Od tego czasu First Division była drugim poziomem ligowym w Anglii, aż do powstania Football League Championship w 2004 roku.

## Liczba zespołów
Początkowo First Division składała się z 12. założycielskich klubów. Z czasem popularność futbolu w kraju zaczęła wzrastać i w związku z tym powiększała się także liczba zespołów. W latach 80. pojemność ligi ulegała także zmniejszeniu, jednakże tylko na krótki okres.
| Liczba zespołów | Od   | Do   |
| --------------- | ---- | ---- |
| 12              | 1888 | 1891 |
| 14              | 1891 | 1892 |
| 16              | 1892 | 1898 |
| 18              | 1898 | 1905 |
| 20              | 1905 | 1915 |
| 22              | 1919 | 1987 |
| 21              | 1987 | 1988 |
| 20              | 1988 | 1991 |
| 22†             | 1991 | 1995 |
| 24              | 1995 | -    |

† jako drugi poziom ligowy w angielskim futbolu (od 1992)